# Andrij Jakowlew
Andrij Wałentynowycz Jakowlew, ukr. Андрій Валентинович Яковлєв (ur. 20 lutego 1989 w Charkowie) – ukraiński piłkarz, grający na pozycji pomocnika lub napastnika.

## Kariera piłkarska

### Kariera klubowa
Wychowanek klubów Inter Charków, Maharacz Charkiwska i Szachtar Donieck, barwy których bronił w juniorskich mistrzostwach Ukrainy (DJuFL). Latem 2006 rozpoczął karierę piłkarską w trzeciej drużynie Szachtara. Na początku 2007 roku został piłkarzem Stali Dnieprodzierżyńsk. W 2008 wyjechał za granicę, gdzie podpisał kontrakt z Olimps Ryga. Na początku 2010 roku został zaproszony do Metałurha Donieck, ale bronił barw tylko drużyny rezerw. Latem 2010 przeszedł do uzbeckiego Nasaf Karszy. Na początku 2011 roku powrócił do Ukrainy, gdzie został piłkarzem FK Połtawa. Na początku 2012 został wypożyczony do słowackiego Tatrana Preszów, a od września 2012 występował jako pełnoprawny piłkarz słowackiego klubu. Po zakończeniu sezonu 2012/13 jednak klub nie przedłużył kontraktu. W marcu 2014 podpisał kontrakt z beniaminkiem białoruskiej Wyszejszej lihi klubem FK Słuck. W sierpniu 2014 przeszedł do BATE Borysów, w którym grał do grudnia 2014. W styczniu 2015 został piłkarzem rosyjskiego Sokołu Saratów. W sierpniu 2015 zasilił skład mołdawskiego klubu Zarea Bielce. W czerwcu 2016 opuścił mołdawski klub. 17 czerwca 2016 został piłkarzem FK Taraz, w którym grał do końca roku. 29 lipca 2017 zasilił skład Niki Wolos. 11 stycznia 2018 przeszedł do Wołyni Łuck. 6 stycznia 2019 opuścił łucki klub, a już 8 lutego 2019 został piłkarzem Araratu Erywań.

## Sukcesy

### Sukcesy klubowe
- brązowy medalista Mistrzostw Uzbekistanu: 2010
- zdobywca Pucharu Mołdawii: 2016